# 呆帳
呆帳（英語：bad debts），又稱壞帳、呆壞帳，較文雅的稱法為不良債權（英語：doubtful accounts），是應收帳款中無法收回的部分。歸屬為費用類，出現在損益表中。呆帳發生的原因，是因為企業為了銷售商品，而給予客戶信用融通，因此呆帳的產生是為了創造收入而發生的一項費用。當然，銀行或者財務公司放款，之後其客戶的生意清盤，也會產生壞賬。不過，當壞賬已經歸入損益表，作為支出部份，但是其後又收回，即是又稱為收入。

## 呆賬準備金
呆賬準備金（英語：allowance for doubtful accounts），又稱備抵呆帳，估計了預期無法收回的應收賬款比例，並因是用來抵減應收賬款的額度以求得其實際金額的賬户，呆賬準備金為應收賬款之備抵賬户（英語：contra accounts)。
值得注意的是，該預估可能與實際之付款行為存在差異。

## 分錄
會計人員通常於每年底會計期間終結，編製財務報表時，預估呆帳金額，認列費用，同時減少應收帳款。即：
- 借：呆帳損失 xxx
- 貸：備抵呆帳 （應收帳款的減項） xxx

## 壞賬的特徵
- 應收帳款，過期未收回
- 對方失蹤、失去聯絡
- 對方多次不守承諾
- 對方清盤或者破產
- 因欠債，對方被第三者控告
- 對方向高利貸借錢

## 計算方式
對於一家成立多年的公司，如何決定應收帳款無法收回的金額是一個難題。最普遍適用的方法是以歷史經驗估計。
常見的預估方式有下列三種：
1. 銷貨百分比法：按當年度的賒銷金額提列一定比例的呆帳費用
2. 應收帳款餘額百分比法：以年底的應收帳款餘額作為評估的基礎，提列一定比例的呆帳費用
3. 帳齡分析法：檢視每一筆應收帳款已發生的時間，並按時間予以歸類，時間長的提列較高比例的呆帳費用

時間短的則提列較低比例的呆帳費用。
至於新成立的公司則或許可參考同業的標準。

## 爭議
會計上應於何時認列此項費用，有不同的見解。大多數情形下，債務人都是拖欠多時，且累計一定的欠款後，才會避不見面，或宣告倒閉。此時應收帳款幾乎可以確認完全或絕大部分無法收回，列呆帳費用將毫無爭議。
然而，這個主張顯然無法符合收入費用配合原則。由於商品銷售的收入已在當期認列，為創造這些收入，而產生的呆帳費用，原則上必須於同一期間認列入帳，才能達到收入費用的配合，而不是等到實際呆帳發生時才認列。

## 相關
- 當應收帳款歸屬為費用類，出現在損益表中，此一動作稱為撇賬。
- 信用風險
- 僵尸企业